# Colin Harvey
Colin Harvey (født 16. november 1944 i Liverpool, England) er en engelsk tidligere fodboldspiller (midtbane) og senere -træner.
Som aktiv spillede Harvey 11 år hos Everton i sin fødeby. Han vandt både det engelske mesterskab og FA Cuppen med klubben. Senere repræsenterede han også Sheffield Wednesday.
Harvey spillede desuden én kamp for det engelske landshold, en EM-kvalifikationskamp mod Malta 3. februar 1971.
Efter at have indstillet sin aktive karriere fungerede Harvey i tre sæsoner (1987-1990) som manager for sin gamle klub som spiller, Everton.

## Titler
Engelsk mesterskab
- 1970 med Everton

FA Cup
- 1966 med Everton

Charity Shield
- 1970 med Everton